# سیارک ۶۶۳۹
سیارک ۶۶۳۹ (به انگلیسی: 6639 Marchis، نامگذاری:1989SO8) شش هزار و ششصد و سی و نهمین سیارک کشف شده‌است که در ۲۵ سپتامبر ۱۹۸۹ کشف شد.
قدر مطلق سیارک برابر ۱۸.۶ است.